# Spoorlijn Hildesheim - Goslar
De spoorlijn Hildesheim - Goslar is een 53 kilometer lange, dubbelsporige en niet geëlektrificeerde spoorlijn ten noorden van de Harz. De lijn verbindt overwegend de toeristische regio in de Nordharz (Goslar, Bad Harzburg en Wernigerode) met Hildesheim en is als spoorlijn 1773 onder beheer van DB Netze. Op de volledige lijn rijdt de vervoerder erixx, die Bad Harzburg via Goslar met Hannover Hauptbahnhof verbindt. De belangrijkste tussenhalte en knooppunt van de spoorlijn is het station Salzgitter-Ringelheim.

## Verloop

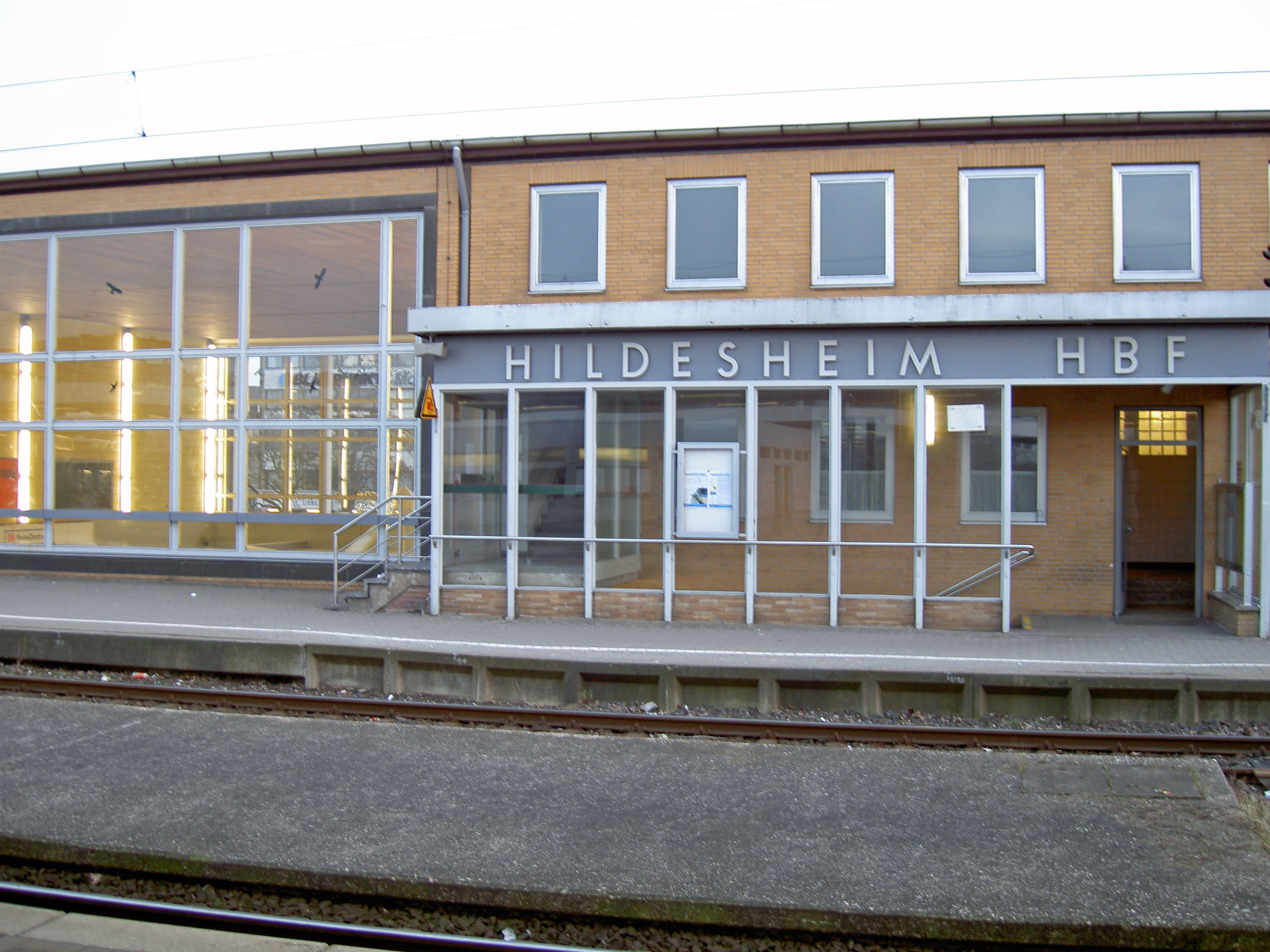
Hildesheim Hauptbahnhof in 2005

De spoorlijn verloopt vanuit Hildesheim in zuidoostelijke richting. De af en toe gebruikte naam "Innerstebahn" kan leidde tot verwarring met de verder stroomopwaarts gelegen "Innerstetalbahn" en wordt officieel niet gebruikt. In Groß Düngen takt de Lammetalbahn af, in Derneburg was het met de voormalige spoorlijn Braunschweig - Seesen van de Braunschweiger Landeseisenbahn verbonden. De lijn loopt verder via Baddeckenstedt en kruist bij station Salzgitter-Ringelheim de spoorlijn Braunschweig - Kreiensen. Ongeveer bij Othfresen verlaat de lijn de rivier de Innerste en stijgt via het voormalige spoorknooppunt Grauhof naar Goslar op. 
Over bijna de gehele lengte loopt de lijn parallel aan de Innerste.

## Geschiedenis

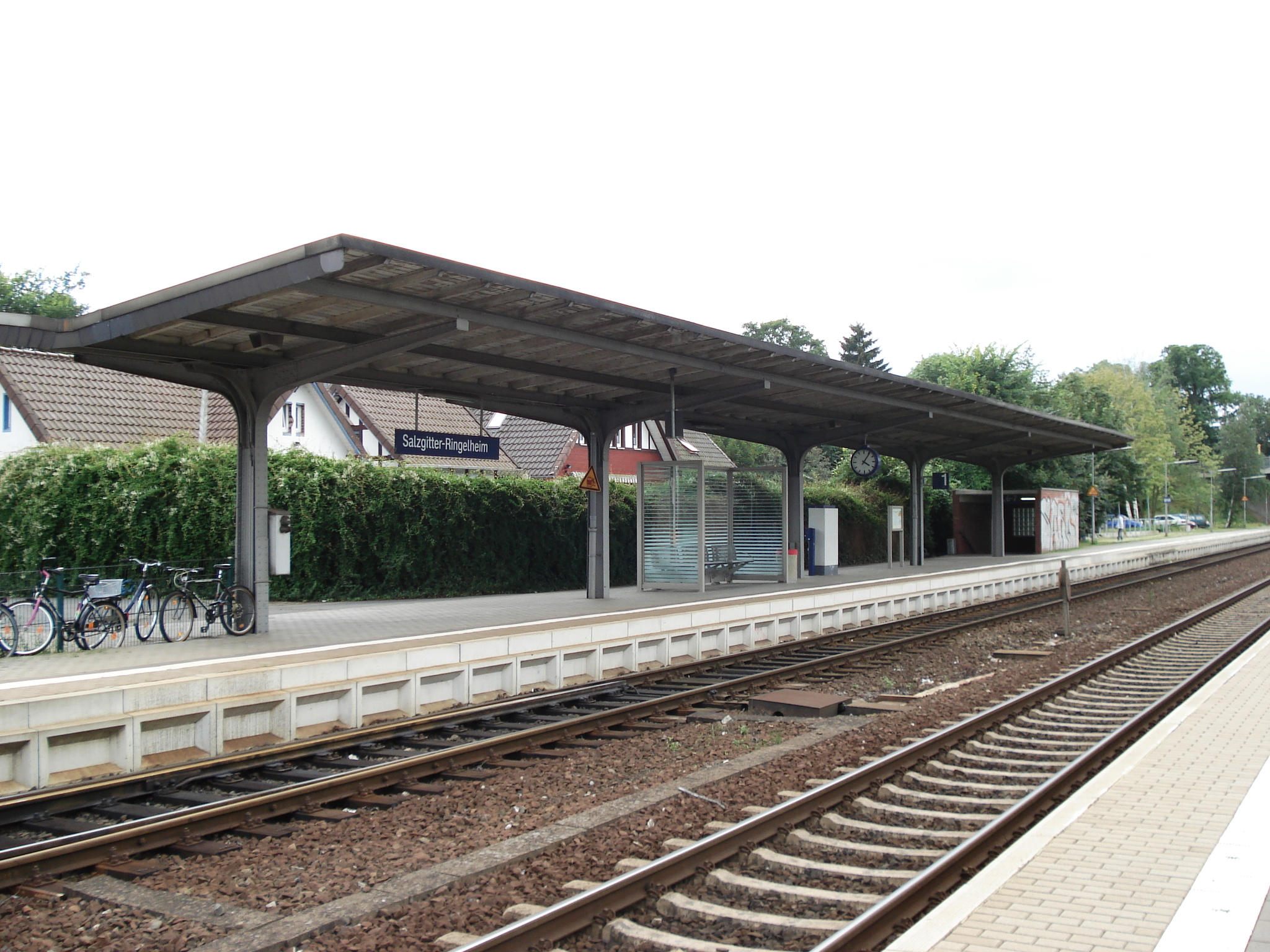
Het vernieuwde perron richting Goslar van het station Salzgitter-Ringelheim (2007)

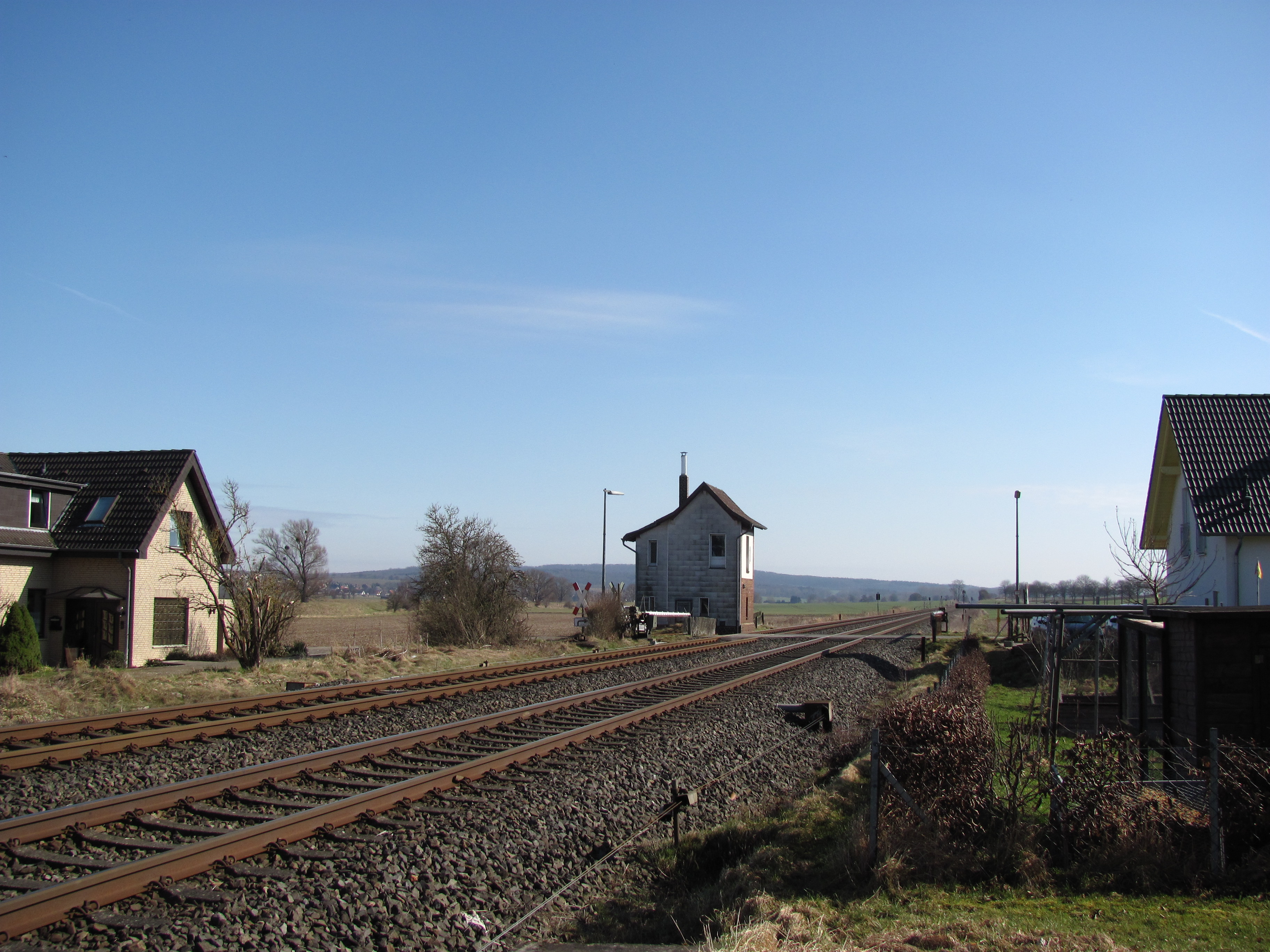
Overwegwachthuisje Hockeln (2011)

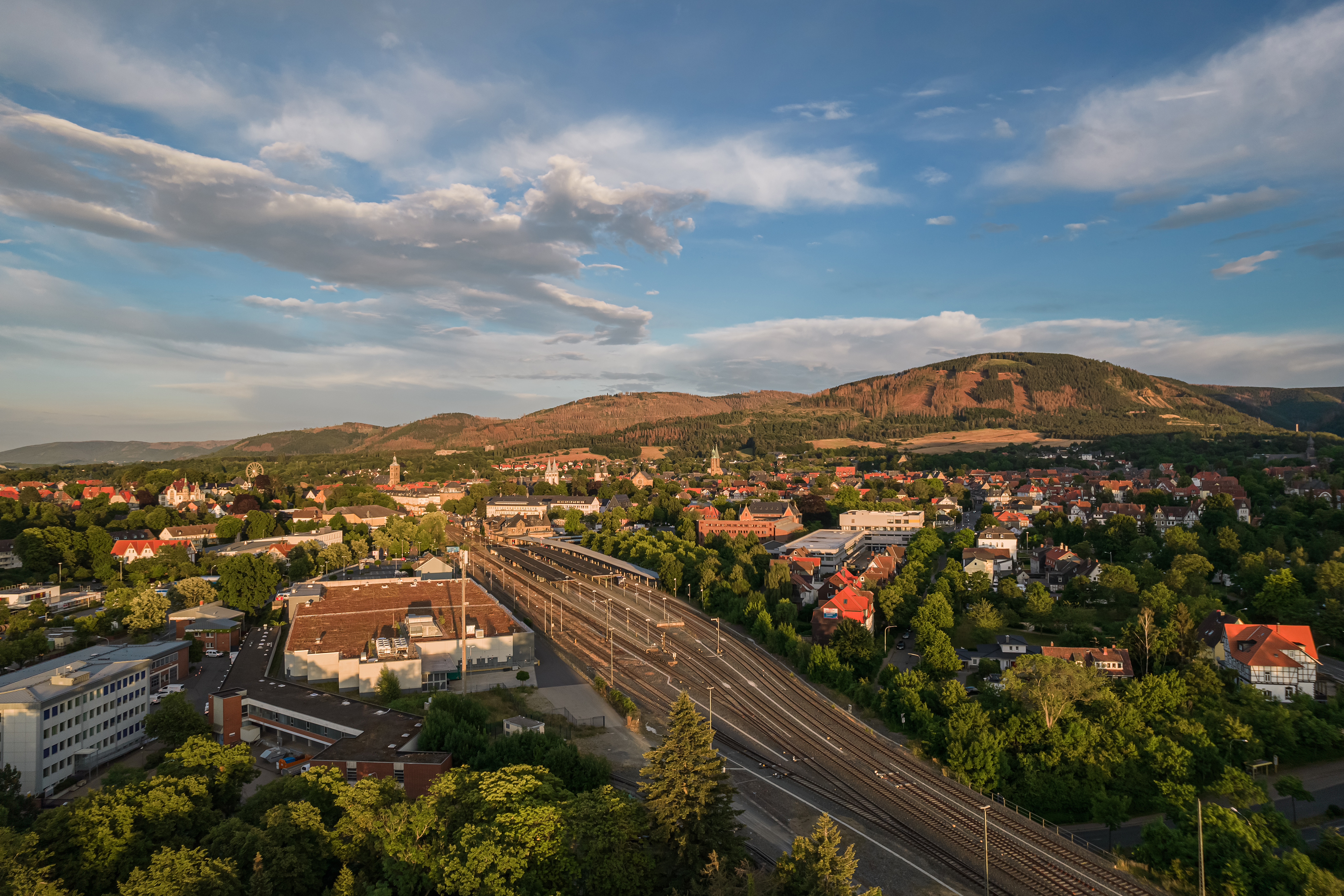
Station Goslar in 2022

Nog voordat in 1867 de grenzen tussen de landen Hannover, Brunswijk en Pruisen vervielen, onderzocht de Magdeburg-Halberstädter Eisenbahn (MHE) een verbinding van Halberstadt naar het westen. Het eerst doel was, via Vienenburg een aansluiting in de richting van Kreiensen te krijgen. De spoorlijn Halberstadt - Vienenburg werd in 1869 geopend. Vanaf Vienenburg werden tussen 1875 en 1877 spoorlijnen via Grauhof naar Langelsheim evenals naar Neuekrug-Hahausen alsook de Innerstetalbahn naar Clausthal-Zellerfeld gebouwd.
Ongeveer gelijktijdig onderzocht de Hannover-Altenbekener Eisenbahn-Gesellschaft (HAE) een aansluiting naar het oosten, die buiten de steden Hannover en Braunschweig zal lopen. Ze bouwde tot 1975 de Weserbahn van Löhne via Hamelen naar Elze, waar aansluiting is via de Hannoverse Zuidlijn op de spoorlijn Lehrte - Nordstemmen naar Hildesheim. De HAE sloot een overeenkomst met de MHE, een spoorlijn naar Grauhof te bouwen en daar op een spoorlijn aan te sluiten. De HAE kwam toen in financieel zwaar weer, zodat het project door de MHE overgenomen moest worden. Op 19 mei 1875 werd voor het goederenverkeer de lijn Hildesheim via Grauhof naar Vienenburg voor goederenverkeer geopend, het reizigersverkeer volgde op 30 juni. Op 1 mei 1883 kon de Braunschweigische Eisenbahn, de geprivatiseerde opvolger van de Braunschweigische Staatseisenbahn, de verlenging naar Goslar in gebruik nemen. Gelijktijdig werd de lijn tussen Goslar en Langelsheim gesloten.
De spoorlijn werd onderdeel van de langeafstandsverbinding uit Nederland en het noorden van Westfalen via Löhne, Hildesheim en Halberstadt naar Halle en Leipzig, deze treinen reden verder naar Polen en het huidige Tsjechië. Het goederenverkeer nam de directe verbinding van Grauhof naar Vienenburg, het zwakkere reizigersverkeer reed bij voorkeur via Goslar, vanaf 1912 ook verder naar Bad Harsburg en Wernigerode. Hierbij kwamen langzaam de toenemende treinen voor vakantiegangers uit Hamburg en Bremen via Hannover naar Goslar, die ook rijtuigen had via Halberstadt naar Berlijn.
Door de Duitse deling verviel het doorgangsverkeer. In 1956 werd de spoorlijn van Grauhof naar Vienenburg gesloten. De noordelijke verbindingen van de Harz met D-treinen en later Interregio's naar Hannover en Hamburg bleven behouden.

## Reizigersverkeer
Vanaf 1996 bestaat er met de hertracering van de spoorlijn Heudeber-Danstedt - Vienenburg weer een aansluiting naar Halberstadt en Halle (Saale). Deze lijn werd vanaf het begin met de RE-lijn Hannover - Goslar - Halberstadt - Halle (Saale) bediend. Door de Expo 2000 werd de lijn Goslar - Hildesheim voor kantelbaktreinen verbouwd, sindsdien rijden er op deze verbinding dieseltreinstellen van het type Baureihe 612. Daarnaast zijn er verdere regionale treinen van Bad Harzburg naar Hannover, die behalve Groß Düngen alle stations bedienen. Het station Groß Düngen wordt alleen door treinen bediend die naar Bodenburg rijden en enkele treinen in de ochtend naar Hildesheim. Reizigers van Groß Düngen naar Goslar moeten dus via Hildesheim reizen. Het interregioverkeer werd na de Expo stopgezet, hierdoor rijden er alleen nog regionale treinen op de lijn. Beide lijnen reden tussen Hannover en Bad Harzburg eenmaal per twee uur. Door de kantelbaktechniek en een verschillend aantal tussenstops kon men niet een dekkende uurfrequentie bereiken.
Vanaf de dienstregelingswissel in december 2014 rijden de Regional-Express-treinen Halle - Hannover niet verder dan Goslar. Het OV-bureau van Nedersaksen (LNVG) rechtvaardigde deze beslissing door toename van efficiëntie op deze lijn door het inzetten van één type trein zonder kantelbaktechniek. Als tegentrein werd elk uur een Regional-Express-trein Bad Harzburg - Hannover ingezet, die in Goslar een aansluiting op de trein naar Halle heeft. De Europese aanbesteding Dieselnetz Niedersachsen Südost (DINSO) won OHE-dochter erixx de exploitatie van de Regional-Express-lijnen. De onderneming exploiteert vanaf december 2014 de lijn voor 15 jaar met dieseltreinen van het type LINT 54 uit de treinstellenpool van de LNVG.
De volgende treinseries maken gebruik van deze spoorlijn:
| Serie | Treinsoort                  | Route                                                                         | Bijzonderheden |
| ----- | --------------------------- | ----------------------------------------------------------------------------- | -------------- |
| RE 10 | Regional-Express (Erixx)    | Hannover Hbf – Hildesheim Hbf – Salzgitter-Ringelheim – Goslar – Bad Harzburg |                |
| RB 79 | Regionalbahn (NordWestBahn) | Hildesheim Hbf – Bodenburg                                                    |                |

## Aansluitingen
In de volgende plaatsen is of was er een aansluiting op de volgende spoorlijnen:
Hildesheim
DB 1770, spoorlijn tussen Lehrte en Nordstemmen
DB 1772, spoorlijn tussen Hildesheim en Groß Gleidingen
Groß Düngen
DB 1822, spoorlijn tussen Bad Gandersheim en Groß Düngen
Derneburg (Han)
DB 1823, spoorlijn tussen Derneburg en Seesen
DB 1923, spoorlijn tussen Salzgitter-Drütte en Derneburg
Salzgitter-Ringelheim
DB 1940, spoorlijn tussen Helmstedt en Holzminden
Grauhof
DB 1934, spoorlijn tussen Vienenburg en Grauhof
DB 1935, spoorlijn tussen Grauhof en Langelsheim
Goslar
DB 1930, spoorlijn tussen Neuekrug-Hahausen en Goslar
DB 1932, spoorlijn tussen Vienenburg en Goslar